# Первоуральская ТЭЦ
Первоуральская ТЭЦ — тепловая электростанция (теплоэлектроцентраль), расположенная в городе Первоуральске Свердловской области России. Входит в состав филиала ПАО «Т Плюс».
Поставляет электрическую энергию и мощность на оптовый рынок электрической энергии и мощности. Является основным источником тепловой энергии для системы централизованного теплоснабжения Первоуральска, включая Первоуральский новотрубный завод. Установленная электрическая мощность — 36 МВт, тепловая — 967 Гкал/час.

## История
Решение о строительстве источника тепловой энергии для Новотрубного завода было принято в 1951 году. В 1956 году состоялся пуск в эксплуатацию первых трёх энергетических котлов.
Станция проектировалась на сжигание челябинского бурого угля, в 1966 году начался перевод на сжигание природного газа.
В 1964 году ТЭЦ была выделена из состава Первоуральского новотрубного завода, на территории которого располагалась, и передана в ведение РЭУ «Свердловэнерго». В ходе реформы РАО ЕЭС России Первоуральская ТЭЦ вошла в состав ТГК-9, позднее присоединённой к ОАО «Волжская ТГК», в 2015 году объединённая компания была переименована в ПАО «Т Плюс».

## Описание

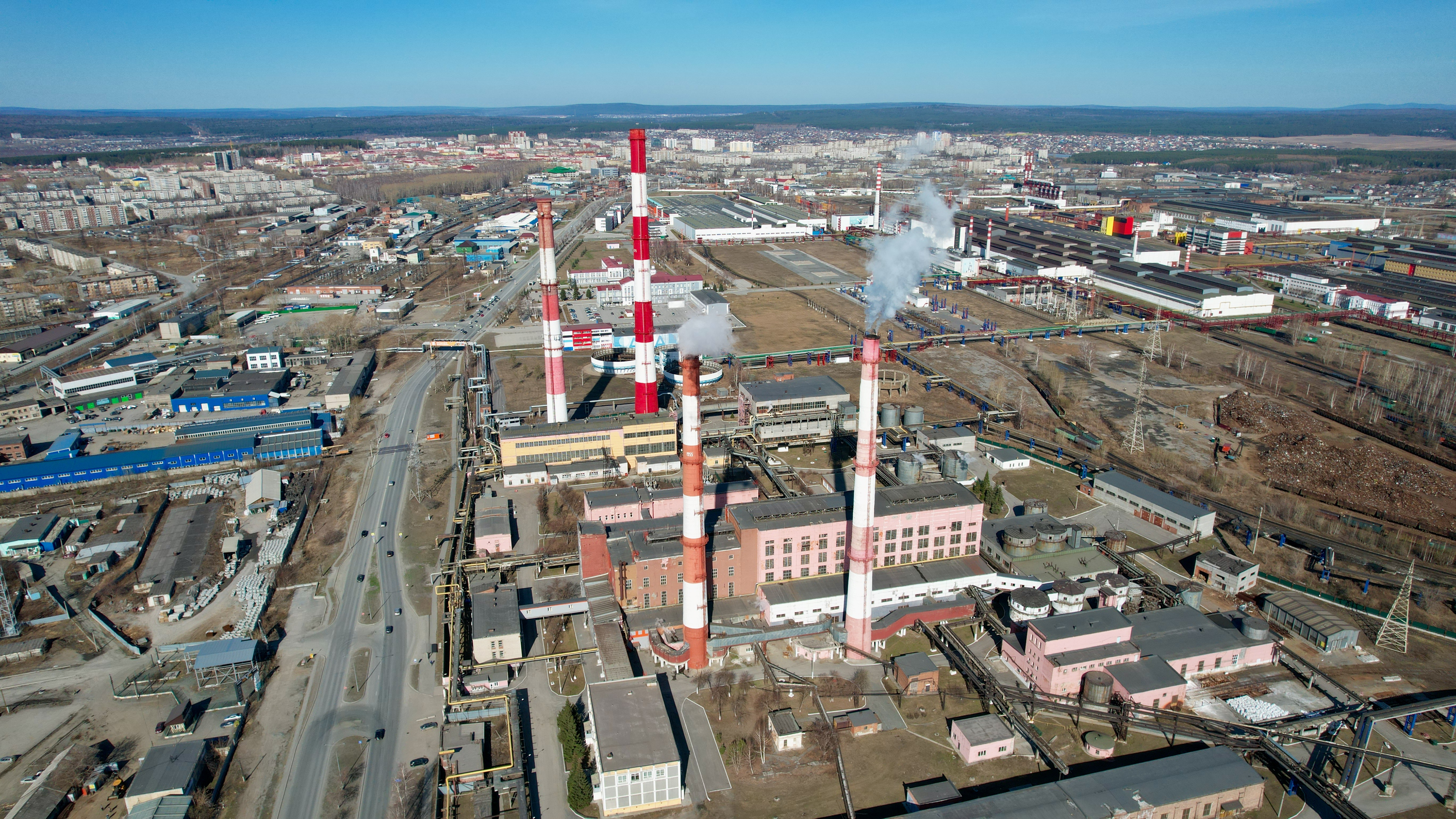
Вид с высоты

Энергосистема Свердловской области работает в составе объединенной энергосистемы Урала. Установленная электрическая мощность Первоуральской ТЭЦ на начало 2015 года составляет 36 МВт или менее 1 % от общей мощности электростанций региона.
ТЭЦ работает в режиме комбинированной выработки электрической и тепловой энергии. Является одним из основных источников тепловой энергии для системы централизованного теплоснабжения Первоуральска. Установленная тепловая мощность станции — 967 Гкал/ч. Тепловая энергия отпускается в горячей воде и в паре. ТЭЦ покрывает 42,5 % тепловых нагрузок города.
Тепловая схема ТЭЦ — с поперечными связями. Основное оборудование включает:
- энергетических (паровые) и водогрейные котлы;
- пять турбоагрегатов[2]:
  - ПР-12-35/8,0/1,2 мощностью 12 МВт;
  - три типа Р-6-35 единичной мощностью 6 МВт;
  - ПР-6-35 мощностью 6 МВт.

В качестве основного топлива используется магистральный природный газ, резервное топливо — мазут.